# Tanaka Kódzsi
Tanaka Kódzsi (Szaitama, 1955. november 2. –) japán válogatott labdarúgó.

## Statisztika
| Japán válogatott | Japán válogatott | Japán válogatott |
| Időszak          | Mérk.            | gól              |
| ---------------- | ---------------- | ---------------- |
| 1982             | 6                | 0                |
| 1983             | 8                | 3                |
| 1984             | 6                | 0                |
| Összesen         | 20               | 3                |